# اریتما
اریتِما (به انگلیسی: Erythema) در پزشکی سرخ شدن پوست به سبب هیپرامی در مویرگ‌های موجود لایه‌های زیرین گفته می‌شود. اریتما در پی تروما، عفونت یا التهاب نمایان می‌گردد.
اریتما را نباید با قرمز شدن عصبی (اریتروفوبیا) یا سرخ شدن در اثر خجالت اشتباه گرفت.

## تشخیص
محل سرخ شده را اگر با انگشت فشار دهیم، سرخی محو شده و پس از برداشتن انگشت دوباره بر می‌گردد در حالیکه این حالت در دیگر بیماری‌ها مانند پورپورا و خونریزی زیر پوستی وجود ندارد و همچنین در اریتما هیپرترمی یا گرم شدن بیشتر موضع (به دلیل عمقی بودن) نسبت به اطراف آن وجود ندارد.

## سبب‌شناسی
از دلایل ایجاد اریتما می‌توان به انواع التهاب، عفونت، فشار و ماساژ نقطه‌ای، درمان رخ‌جوش، آلرژی، اشعهٔ آفتاب یا آفتاب‌سوختگی، ویتامین ب۳ و مسمومیت پرتوی اشاره نمود.
از عوارض ویژه در پرتودرمانی توسط پرتو یونیزه‌کننده نیز ایجاد اریتما است و نیز مسمومیت با ویتامین آ از دیگر دلایل بروز اریتما می‌باشد